# タンタン竹女
タンタン竹女（タンタンたけじょ）は、長崎の民話。

## 物語

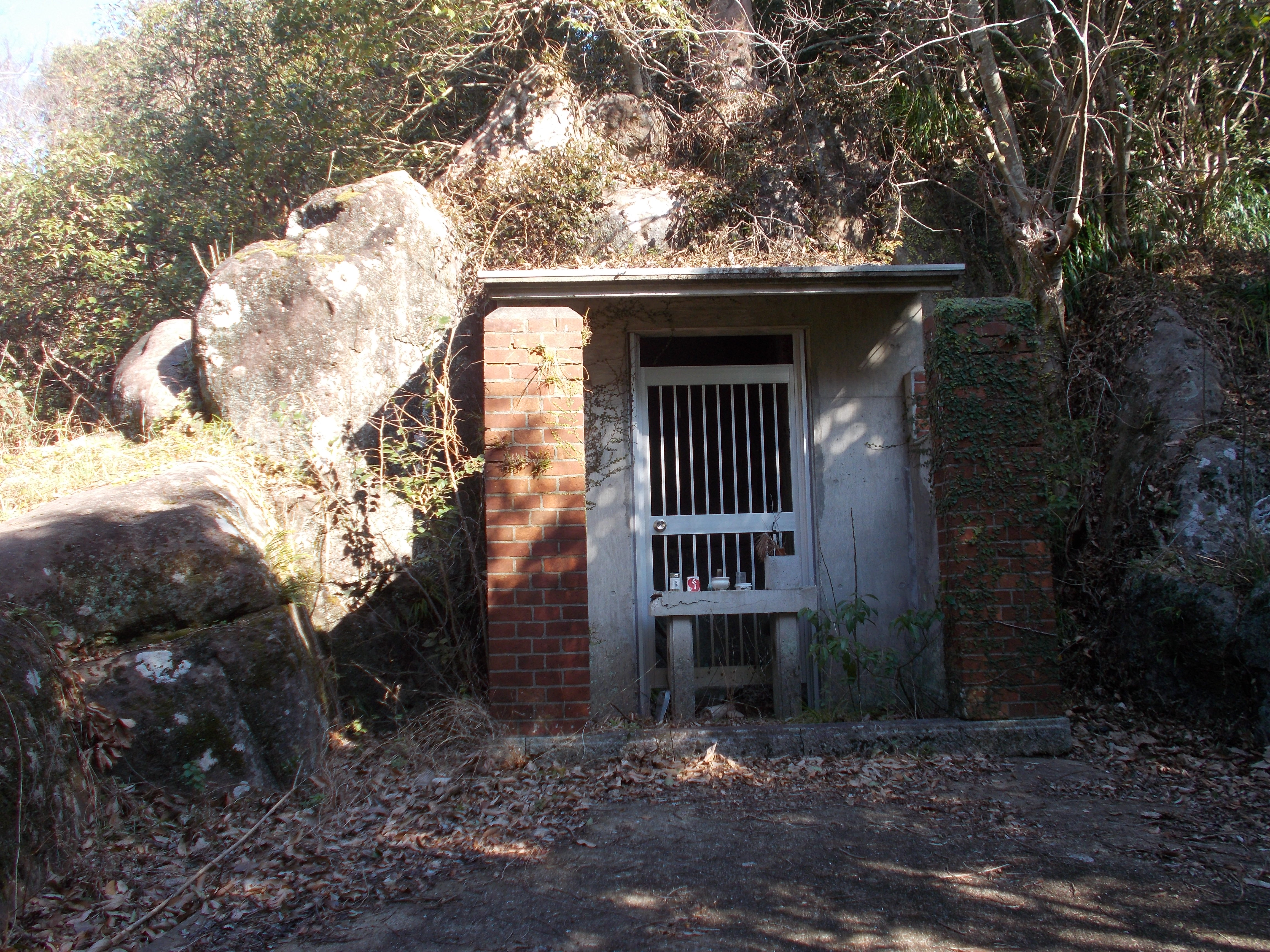
城の古址にある竜頭巌

長崎の西山の乙名（役人）・松見半太夫の一人娘に、お竹という美しい娘がいた。
お竹が笛を吹いていた時に、ある美しい若者に出会った。その若者のことが忘れられなくなったお竹は、笛を吹いて夜歩いていると、また若者と出会った。幾晩も同じことを繰り返し、2人はやがて夫婦になろうと約束をする仲になった。
しかし若者は、ある晩から姿を見せなくなり、悲しみにくれるお竹もまた姿を消してしまった。
半太夫も村人もお竹を探し回ったが見つからなかった。そこで1人の修験者に頼んで、お竹の行方を占ってもらうことにした。
修験者は山の上にある城跡へ登っていくと、頂上近くにある竜頭巌の上にお竹と若者が抱き合っているのが見えた。
修験者が数珠を手に取って呪文を唱え、気合を込めて声を放つと、若者は大蛇へと変じた。大蛇は口から白煙を吐き、森の中へと消えていった。お竹はその場で気を失って倒れ、やがて亡くなってしまった。
それ以来、大岩を叩くと、「タンタンタケジョ」と鳴るようになったという。

## 類話
この話は、いくつかの類話がある。
- お竹が最初に出会った美少年・貞之助には言い交わした女性がいた。お竹が竜頭巌の上で一緒にいた男は、貞之助と瓜二つの住倉与四郎という少年で、貞之助とは別人[注釈 1]。
- 父に外に出ることを禁じられたお竹は、やがて重病となった。病の床についたお竹が、いつの間にか蛇のうろこを手に握っていたことを不審に思い、修験者を招いたところ、これは蛇の魔性に災いされていると答えた。修験者が魔性退散の祈禱を行なうと竹は健康を取り戻した。お竹はその後、笛を吹くことは無くなった。その後、竜頭巌にいた美貌の武士を調伏したのは、とある高僧だった[注釈 2]。
- お竹の父親が呼んだのは修験者ではなく占師で、大蛇を祓ったのもこの占師だった[3]。

『長崎県郷土誌』では、竜頭巌を竹頭で叩くと石底から声がするが、「其の何の故たるを知らず」と記されている。

## 松浦郡のタンタン竹女
南松浦郡三井楽町貝津には、全く違う内容の昔話も伝わる。
竹女という名の継母がいて、継子の八蔵をとても憎んでいた。亭主の留守中、竹女は八蔵を殺して裏庭に埋めた。
帰って来た亭主は八蔵がどこへ行ったか聞くが、竹女は知らないととぼける。亭主はやがてホトトギスになり、「タンタン竹女、八はどこへ行った」と鳴くようになったという。